# ロプ語
ロプ語は、シナ・チベット語族チベット・ビルマ語派に属する言語である。ロクプ語とも呼ばれる。ロプ人により話されていて、話者はブータン南西部のサムツェ県とチュカ県に分布している。

ブータンの言語分布